# Minilimosina parvula
Minilimosina parvula är en tvåvingeart som först beskrevs av Christian Stenhammar 1855.  Minilimosina parvula ingår i släktet Minilimosina och familjen hoppflugor. Arten är reproducerande i Sverige. Inga underarter finns listade i Catalogue of Life.